# Lord Edgware Dies (filme)
Lord Edgware Dies é um filme de mistério produzido no Reino Unido, dirigido por Henry Edwards e lançado em 1934. É baseado no romance Lord Edgware Dies, de Agatha Christie, publicado originalmente em 1933.